# Sociología de la lectura

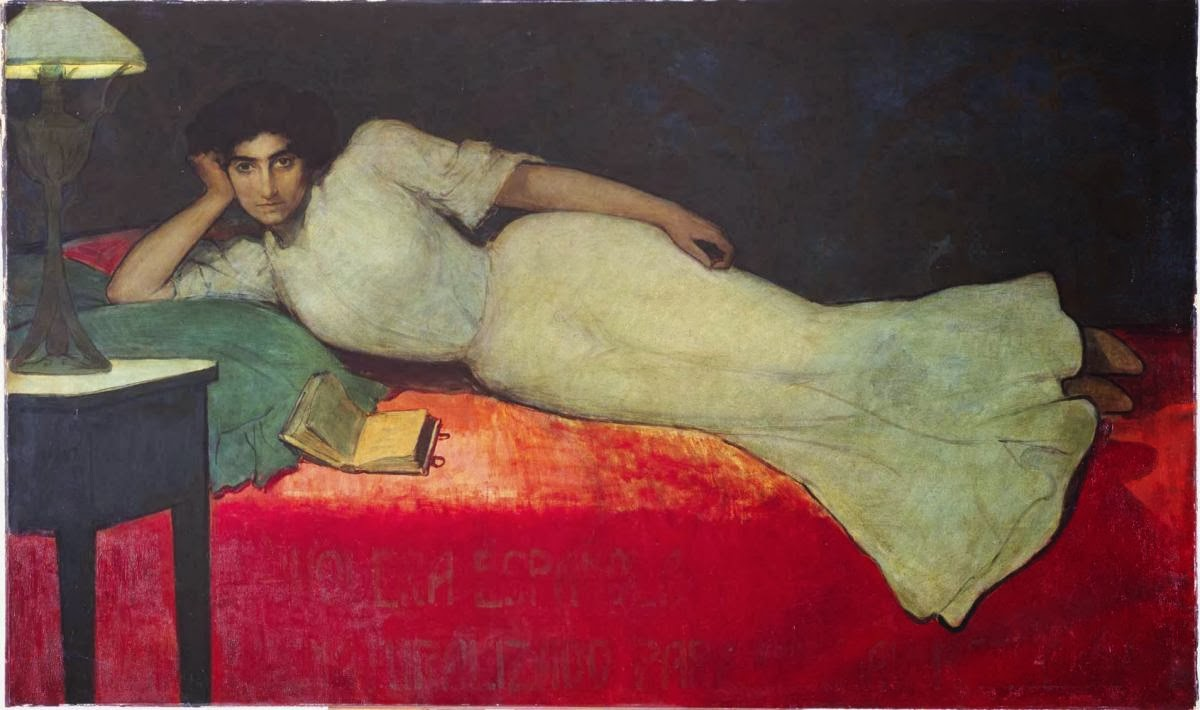
Lectura (1901-1902), de Julio Romero de Torres. Museo Nacional Reina Sofía.

La sociología de la lectura es la rama de la sociología que "examina, analiza y mide las relaciones diferenciales que las poblaciones o subpoblaciones mantienen respecto de lo escrito (en sus modalidades más diversas), justamente para constatar el hecho de que no todos acceden a los textos en las mismas condiciones y con la misma intensidad".
A pesar de que la lectura ha sido concebida como una actividad íntima e irreductible, como una actividad imposible de medir y analizar, diferentes teorías, desde ámbitos muy diversos (la historia, la crítica literaria, la filosofía, etc.), han hecho de la lectura su objeto de estudio; una de estas corrientes es la sociología de la lectura. Pero el estudio sociológico de la lectura no siempre se ha llevado a cabo del mismo modo: a lo largo del tiempo han surgido distintas propuestas, motivadas por distintos fines, y elaboradas a partir de determinados supuestos sobre el acto de lectura.

## Antecedentes
La sociología de la lectura nace a principios del siglo XX;  dos lugares: Europa Oriental y Estados Unidos de América. Los primeros estudios de este tipo responden a dos motivaciones 1) llevar los valiosos beneficios de la lectura a todos los miembros de la sociedad para, de esta forma, democratizar y facilitar el acceso al saber y a la cultura; 2) evitar las malas lecturas de los lectores inexpertos con poca preparación intelectual.

## 1920-1930

### Nicolas Roubakine
Nicolas Roubakine fue un investigador de origen ruso que emigró a Suiza en 1907; marcado por la Primera Guerra Mundial, Roubakine piensa que la lectura es la solución a todos los problemas de la humanidad. Su proyecto consistió en la recopilación de impresiones de lectura: mediante este procedimiento intentó analizar la apropiación de los textos para, posteriormente, poder publicar obras que satisficieran las necesidades y expectativas de los lectores. Las élites serían los elegidos para llevar a cabo esta labor y así guiar a las masas populares, inculcarles las manera correcta de pensar, proporcionarles los conocimientos exactos y dotarlos de una cultura intelectual.

### Escuela de Chicago
En el contexto de la Gran Depresión, algunos sociólogos de la Escuela de Chicago realizaron encuestas con el fin de medir los efectos de la lectura en los lectores, muchos de los cuales eran desempleados que dedicaban su tiempo a leer para resistir la crisis. De igual forma, estos sociólogos pensaban que al analizar los efectos de ciertos mensajes sobre la población, podrían mejorar la comunicación de la élite con la masa y crear un ambiente de cordialidad y cooperación social. En general, la Escuela de Chicago estudió el efecto de los mensajes sobre el lector, a la vez que la predisposición de los lectores hacia determinados tipos de mensajes.

## 1945-1965
Durante esta etapa, la lectura se consideró como una actividad de esparcimiento: el tiempo libre debería dedicarse al disfrute de actividades culturales y, específicamente, de la lectura; el objetivo fue impedir el crecimiento de actividades propias de la sociedad de consumo (ver la televisión, por ejemplo), que se pensaban eran perjudiciales para el desarrollo intelectual y cultural de la población. Asimismo, esta problemática inaugura los primeros trabajos sobre sociología de la lectura en Francia, país donde la sociología de la lectura arraigará fuertemente y el cual llevará la vanguardia en este tipo de estudios.

### Joffre Dumazedier y Jean Hassenforder: La investigación-acción.
Para Joffre Dumazedier, el esparcimiento debería orientarse hacia el disfrute de la cultura, a la cual todos deberían tener acceso. Sin embargo, no todos tienen la posibilidad de realizar actividades culturales en su tiempo libre, pues muchas personas no poseen la capacidad intelectual para apreciarlas y realizarlas; para salvar estas desigualdades, es necesario relacionar a las masas con el arte y enseñarles a sentirlo, comprenderlo y juzgarlo. No obstante, es necesario conocer detalladamente a los individuos para poder educarlos; con el objetivo de conocer a las personas, Jean Hassenforder comenzó a realizar encuestas sobre las motivaciones, la mentalidad y las necesidades de ciertos grupos de población. En otras palabras, Hassenforder propuso una “investigación-acción”: un trabajo de investigación sobre los hábitos y predisposiciones de las personas, que después sería aplicado para educarlas y acercarlas a la cultura.

### Robert Escarpit
En 1958, Robert Escarpit, profesor universitario en Burdeos, publica una Sociología de la literatura, donde proponía el estudio de los circuitos creadores-obras-públicos. De manera particular, Escarpit analiza la predisposición del lector, producto de su formación escolar, de su origen social, de su problemática personal; el lector, predispuesto, chocará con las proposiciones hechas por la obra y así nacerán diferentes lecturas de un mismo texto. Para Escarpit, las diferentes lecturas están clasificadas jerárquicamente en cultas y populares: las prácticas cultas dominan a las populares.

## 1968-1985. La lectura como práctica
El Ministerio de Asuntos Culturales crea un Servicio de Estudios e Investigación, el cual se encargará de elaborar encuestas sobre las prácticas culturales de los franceses para medir la efectividad de las políticas culturales. En esta etapa, la sociología de la cultura se articulará en torno a dos conceptos: prácticas y dominación. También es importante señalar que los trabajos sobre la lectura estarán inspirados por la obra de Pierre Bourdieu.

### ¿Qué es una práctica?
El concepto de práctica revela un supuesto central: la lectura no es una actividad pasiva en la que el receptor no haga nada, pues

el consumo de bienes sin duda supone siempre, en grados distintos según los bienes y según los consumidores, un trabajo de apropiación; o, con mayor exactitud, que el consumidor contribuye a producir el producto que consume al precio de un trabajo de localización y desciframiento […] [los objetos] no son independientes de los intereses y de los gustos de quienes los aprehenden.
Pierre Bourdieu

Entonces, al ver la lectura como una práctica podemos decir que los consumidores, según sus propios gustos o esquemas de percepción, interpretan los objetos de diferentes formas: en otras palabras, la lectura de un objeto dependerá de la manera en que se perciba y juzguen los objetos.
Las prácticas son generadas por el habitus, la posición que los agentes ocupan en el espacio social y desde la cual actúan y juzgan la totalidad del espacio social. Pero el habitus también produce esquemas de percepción o formas de percibir y juzgar tanto obras como prácticas, ya sean éstas propias o ajenas.  A su vez, el habitus es producido por determinados factores socioeconómicos (la cantidad de capital cultural y económico del que se disponga).

### Identidad, diferencia y dominación
Además de generar prácticas y esquemas de percepción, el habitus forma y expresa una identidad social:

Es en la relación entre las dos capacidades que definen el habitus –la capacidad de producir unas prácticas y unas obras enclasables y la capacidad de diferenciar y de apreciar estas prácticas y estos productos (gusto) –donde se constituye el mundo social representado, esto es, el espacio de los estilos de vida.
Pierre Bourdieu

Las prácticas y las formas de percibir son las propiedades que distinguen a cada uno de los habitus y constituyen los componentes fundamentales de cada estilo de vida; los miembros pertenecientes a un habitus actuarán de la misma manera, porque comparten los mismos esquemas de percepción.
Los habitus definen y crean una diferencia al mismo tiempo:

Cada condición está definida, de modo inseparable, por sus propiedades intrínsecas y  por las propiedades relacionales que debe a su posición en el sistema de condiciones, que es también un sistema de diferencias, de posiciones diferenciales, es decir, por todo lo que la distingue de todo lo que no es y en particular de todo aquello a que se opone: la identidad social se define y se afirma en la diferencia.
Pierre Bourdieu

Ya que los habitus son generados por condiciones de existencia distintas, las prácticas generadas por los habitus expresarán esas diferencias sociales.
Finalmente, los habitus se encuentran estructurados jerárquicamente: ciertas obras, prácticas y esquemas de percepción tienen más prestigio o son más legítimos que otros. Esta legitimidad se debe a dos factores principalmente: 1) a una mayor posición en la jerarquía escolar, corresponde una mayor legitimidad; 2) el origen socioeconómico. La acumulación de capital económico y cultural garantiza la legitimidad. Esta legitimidad podría definirse como la forma correcta, o única, de percibir los objetos legítimos; la legitimidad domina a todos los agentes de todos los habitus, aunque éstos no tengan la competencia, o no quieran, percibir las obras legítimas de manera legítima.
La manera correcta de leer los objetos es la disposición estética, la cual

afirma la primacía absoluta de la forma sobre la función, del modo de representación sobre el objeto de la representación, exige categóricamente una disposición puramente estética […] la ambición demiúrgica del artista, capaz de aplicar a un objeto cualquiera la intención pura de una búsqueda artística que tiene su fin en sí misma, reclama la infinita disponibilidad del esteta capaz de aplicar la intención propiamente estética a cualquier clase de objeto, haya o no haya sido producido con arreglo a una intención artística.
Pierre Bourdieu

La disposición estética es un rechazo de todo lo humano: tanto de las pasiones y sentimientos, como de los temas y objetos capaces de suscitarlos. Lo humano es lo vulgar y lo fácil que suscita el placer sensorial al contemplar los bellos objetos representados; la mirada artística exige un distanciamiento de la obra y del objeto representado, una interrupción de las emociones y del deleite sensorial para concentrarse en la forma, en el componente plenamente artístico. Por el contrario, la estética popular consiste en la continuidad de arte y vida: las masas llevan lo representado a su vida cotidiana, viven con emoción y pasión el arte, se identifican con él.
Desde esta perspectiva, el intento de llevar la lectura, la manera legítima de leer, a las masas es un intento de dominio: la disposición estética y la estética popular son dos formas diferentes de percepción generadas por habitus diferentes; no todas las personas pueden leer de la misma forma, pues ocupan diferentes posiciones en el espacio social, sin embargo, cualquier forma de leer que no sea la legítima será una práctica incorrecta o defectuosa que necesita ser corregida.

### Métodos empleados
Esta aproximación a la lectura se vale, principalmente, de encuestas: se elabora un cuestionario, se aplica y se interpreta. Al tratar los resultados de las encuestas es necesario fijar las variables (a mayor jerarquía escolar, corresponde un número mayor de libros leídos, por ejemplo); en otras palabras, las variables sociodemográficas describen y explican los comportamientos de lectura.
Con este método, los resultados se expresan en cifras y las prácticas se vuelven cuantificables. Por otra parte, esta perspectiva nos permite disociar el libro de la lectura y estudiar aspectos que van más allá de ésta, relacionados con la forma de percibir ciertos objetos, aunque no se les lea.

## 1968-1985. La lectura como recepción
Otras propuestas se desarrollan paralelamente a los trabajos inspirados en el pensamiento de Bourdieu; sin embargo, para estos investigadores los métodos cuantitativos: 1. no penetran en el acto de lectura y se limitan a registrar la distribución de objetos, como los libros, en el espacio social; 2. no reflejan la especificidad de la lectura, pues pareciera que todos los objetos son percibidos de la misma forma: se puede leer un libro de la misma manera en que

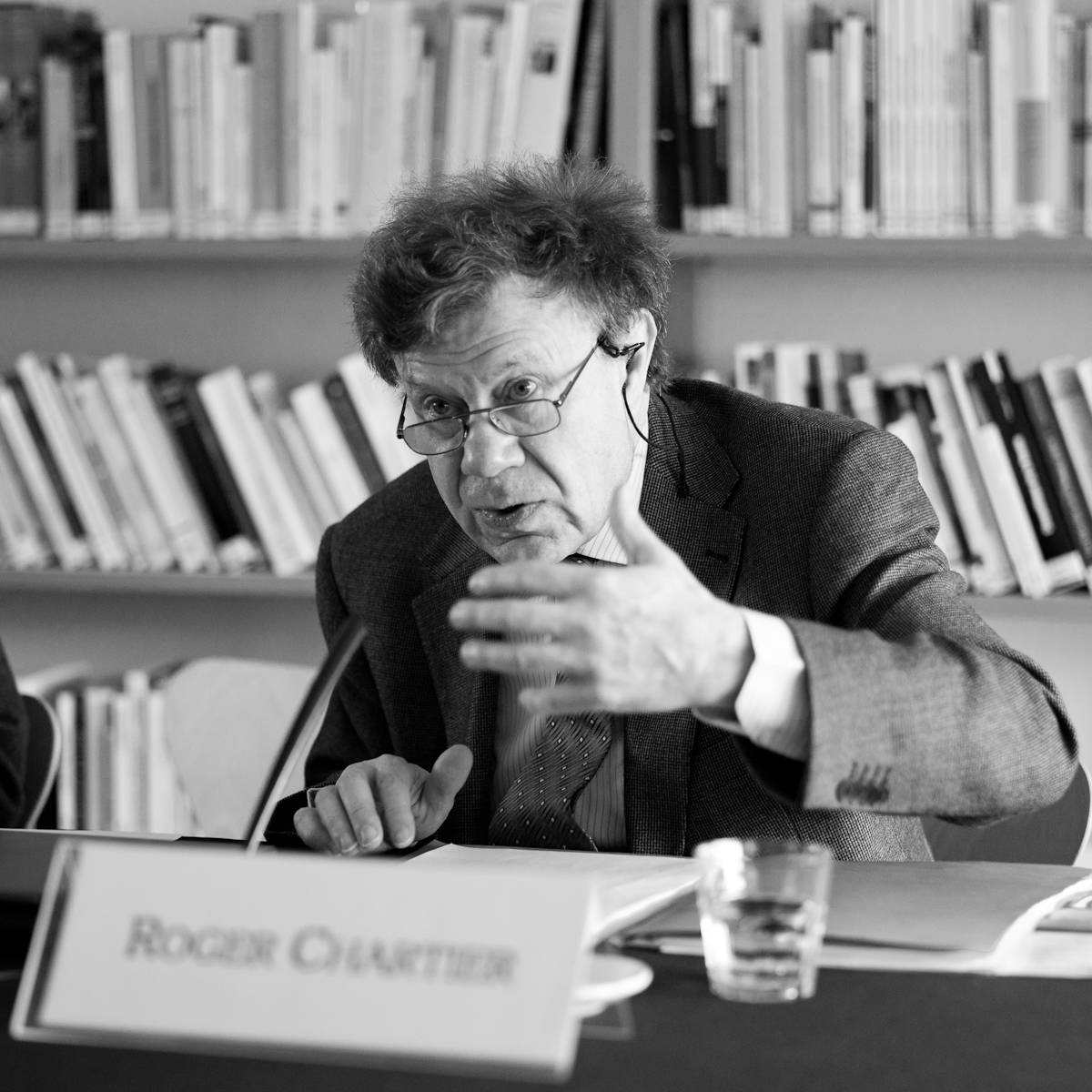
Roger Chartier.

se escucha un disco, por ejemplo; lo que es cierto para una práctica es válido para todas las demás.
Estos sociólogos consideran que la lectura es una actividad de recepción y no de dominación; ellos quieren señalar la libertad del lector para poder leer y percibir desde su propia circunstancia. Sus trabajos se nutren, principalmente, de tres fuentes: 1) la teoría de la recepción desarrollada por la Escuela de Constanza, principalmente de las propuestas de Wolfgang Iser y Hans-Robert Jauss; 2) los trabajos de Michel de Certeau; y, en menor medida, de 3) las investigaciones de Roger Chartier.
La principal idea que rescatan de estas tres vertientes es el encuentro del lector con el texto: los prejuicios, prácticas y formas de percibir del lector se ven enfrentados con las proposiciones del texto. Como resultado, los modos de apropiación del texto serán múltiples y dependerán de las predisposiciones del lector; en palabras de Certeau:

la TV postula siempre que el público está moldeado por los productos que se le imponen. Se equivoca en lo tocante al acto de consumir. Se supone que asimilar significa necesariamente volverse parecido a lo que se absorbe, y no hacerlo semejante a lo que se es, hacerlo suyo, apropiárselo o reapropiárselo. Entre estas dos significaciones posibles, la alternativa se impone…
Michel de Certeau

El lector puede apropiarse el texto de una manera ilegítima, pues no está totalmente dominado por la manera correcta de leer; la lectura es una transgresión a la norma.

### Métodos
El método cuantitativo por encuestas no sirve para estudiar la lectura como recepción; las entrevistas e historias de lectura son el vehículo que les permite penetrar en las formas de leer. Estas entrevistas pueden consistir en una serie de preguntas o tener la forma de una conversación normal orientada hacia la relación entre el lector y los textos que lee. Los objetivos de este tipo de aproximación son “insistir en la no linealidad de las etapas sucesivas en la trayectoria de un lector y también en la construcción situacional de un sentido de la lectura”. En efecto, los lectores serán cuestionados sobre las obras que han leído durante su vida y cómo las leen y han leído; por otra parte, el entrevistado se ve obligado a construir una trayectoria de lectura en el momento mismo de la conversación, por tanto, debe dar un cierto significado a la historia de su práctica lectora. Un investigador que utiliza este método es Michel Peroni en sus Historias de lectura: trayectoria de vida y de lectura.

## Desde 1980 hasta la actualidad
Actualmente, la sociología de la lectura se sitúa en medio de las dos aproximaciones que se han propuesto: se ubica entre la lectura como práctica de dominación y la lectura como recepción. Por una parte, reconocen el papel que la escolaridad, el origen social y la competencia económica juegan en las obras leídas y en las formas de leerlas; por otro lado, consideran que el lector tiene la libertad de leer conforme a sus predisposiciones, sin tomar en cuenta la legitimidad de una obra o de una práctica de lectura. Además, los últimos desarrollos en sociología de la lectura ponen atención en puntos que antes no habían sido tocados: muchos trabajos recientes señalan que la lectura puede variar según el momento de la vida, la circunstancia en que nos encontremos, las motivaciones que tengamos o el lugar físico donde leamos.
Investigadores como Bernard Lahire, Gerard Mauger, Claude Fossé-Poliak, Bernard Pudal, Martine Poulain, Martine Burgos y Michèle Petit, entre otros, han publicado los trabajos más recientes sobre sociología de la lectura. </ref>

## Críticas
Las principales críticas o puntos débiles que se le han encontrado a los estudios sociológicos sobre la lectura son dos: 1) la distancia entre prácticas declaradas y prácticas reales y 2) los supuestos o prejuicios que el sociólogo tiene sobre la lectura puede verse reflejados en las preguntas de encuestas y entrevistas, lo cual podría alterar los resultados obtenidos.
En el primer caso, se trata del efecto de legitimidad propuesto por Bourdieu: los lectores sólo declaran aquellas lecturas que consideran valiosas o legítimas. De la misma manera, los entrevistados contarán sus historias de lectura desde el momento particular de la entrevista, a partir de su percepción en ese momento particular de su vida y en esa circunstancia específica.